# Bartholomäus Coppen
Bartholomäus Coppen, lateinisiert Coppenius, ungarisch Bertalan Koppenius (* 6. Januar 1565 in Rostock, Mecklenburg; † 24. Mai 1617 in Heidelberg, Kurpfalz) war ein reformierter Theologe, der als Schulrektor in Worms–Neuhausen und als Universitätsprofessor (1603 und 1615 Universitätsrektor) in Heidelberg wirkte.

## Leben

### Herkunft und Schulbildung
Bartholomäus Coppenius war ein Sohn von Wolfgang Koppen († um 1572), der bis zur Säkularisation 1552 Mönch im Zisterzienser-Kloster Doberan gewesen, seit 1557 Klosterpropst (Verwalter) des Stiftes zum Heiligen Kreuz war, und dessen erster Frau (⚭ I. um 1555) Margaretha Nettelbladt (⚭ I. Klaus Köhler; † 1565/66). Wolfgang Koppen heiratete um 1566 als Witwer die ehemalige Nonne Lucia Wedemanns (* um 1535; † nach 1571), wahrscheinlich eine Tochter des Schweriner Syndikus Joachim Wedemann d. Ä. (* um 1510/20; † nach 1597) und Tante von Johannes Heinrich Wedemann. 
Bartholomaeus Coppenius wurde von David Chyträus unterrichtet, der 1551 an das Pädagogium der Universität Rostock berufen worden war. Nach dem frühen Tod des Vaters kümmerte sich ein Bruder, Cousin oder eher Schwager seiner Mutter oder Stiefmutter („avunculus“) um ihn, der im Dienst des „Herzogs Karl und später des Königs von Schweden“ stand, und brachte ihn 1578 oder 1579 in die Kurpfalz nach Heidelberg. Daniel Tossanus d. Ä. berichtete anlässlich der Promotionsfeier im Juni 1600, Bartholomäus Coppenius sei den Pfälzern von dem Rechtsrat Zacharias Felinus († nach 1592), dem früheren Kanzler Herzogs Karl von Finnland, d. h. Herzogs Karl von Södermanland (des späteren Königs Karl IX. von Schweden, 1579 in Heidelberg Hochzeit mit Anna Maria von der Pfalz) empfohlen worden. Der schwedische Agent (Gesandte) Zacharias Veling musste sich am 14. November 1583 in Lübeck vor einer Ratskommission (Hermann Warmboeke, Thomas Rehbein) mit Superintendent Andreas Pouchenius und fünf Pastoren (u. a. Hauptpastor Gerhard Schröder) verantworten, weil er calvinistische Bücher zu verbreiten suchte, Lutheraner verächtlich nur „Lutherὄνος“ (altgriechisch ὄνος (ónos) = „Esel“) nannte und die
lutherische Abendmahlslehre bestritt.
Durch Vermittlung seines Rostocker Landsmanns Nicolaus Dobbin (1536–1614) besuchte Coppen das Gymnasium Illustre Casimirianum in Neustadt an der Weinstraße, wohin bis 1583/84 vorübergehend auch der Lehrbetrieb reformierter Professoren der Universität Heidelberg ausgegliedert worden war.

### Studium
Nach einer ersten Immatrikulation am 18. Januar 1586 in Heidelberg disputierte Coppenius, Alumnus des Sapienzenhauses, über theologische Themen am 16. März 1588 unter dem Vorsitz von Daniel Tossanus und am 17. Januar 1590 unter dem Vorsitz von Franziscus Junius d. Ä. an der Universität Heidelberg. 1588 trug sich Coppen in Heidelberg in das Stammbuch von Johann Rudolf Rebmann ein.
Mit Stipendien des reformierten Kuradministrators Pfalzgraf Johann Casimir von Pfalz-Simmern-Lautern reisten Bartholomäus Coppenius und Enoch Himmel d. Ä. Pomeranus (* um 1565/70; † nach 1594), im Frühjahr 1590 (zum Studienjahr 1589/90) über Basel nach Genf, studierten dort an der Académie de Genève und hörten Théodore de Bèze.
Noch zu Lebzeiten des Kurfürsten Christian I. von Sachsen (ein Schwager des Pfalzgrafen) immatrikulierte sich „Bartholomaeus Coppen Rostochiensis“ am 15. April 1591 in Wittenberg. „Enoch Himmel (d. Ä.) Stolpensis Pomeranus“ immatrikulierte sich dort am 24. April 1591. Am 29. Oktober 1591 verteidigte Coppen in Wittenberg unter dem Vorsitz von Heinrich Maius, der als Kryptocalvinist verdächtigt wurde, Disputationsthesen im Anschluss an Philipp Melanchton über den 7. Artikel (Gültigkeit von Beschlüssen Ökumenischer Konzilien) der sogenannten Artikel der bayerischen Inquisition. Coppen schätzte in Wittenberg auch den Mediziner und Mathematiker Andreas Schato, den er in der Geometrie Jean Fernel vorzog. Im Juni 1596 brach Coppenius zur Rückreise nach Heidelberg auf.

### Tätigkeiten am Sapienzenhaus Heidelberg, an der Fürstenschule Neuhausen und der Universität Heidelberg
1596–1600 war er dritter Lehrer am Sapienzenhaus im ehemaligen Augustinerkloster in Heidelberg und schließlich Rektor der Fürstenschule in Worms-Neuhausen im ehemaligen Cyriakusstift.
Im September 1592 wurden Bartholomäus Coppen und Jakob Christmann auf eine a. o. Professur für Hebräisch an der Artisten-Fakultät nominiert, die Coppenius 1592–1594 wahrnahm. 1597 trug Coppen sich in Worms in das Stammbuch von Johann Lange ein. Bei einem Wormser Rabbiner studierte er den Talmud. Wegen einer chronischen Erkrankung (Katarrhe, κεφαλαλγíα und Schwindel, bibliomane mangelnde Schlafhygiene) kurte Coppenius längere Zeit am Sauerbrunnen in Langenschwalbach.
Am 15. Januar 1600 immatrikulierte Coppen sich wiederum in Heidelberg, am 26. Juni wurde er unter David Pareus als Theologe promoviert und trat gleichzeitig seine Professur an. Bei der gemeinsamen Promotionsfeier für Bartholomäus Coppen und Quirinus Reuter (1558–1613) aus Mosbach am 26. Juni 1600 sprachen Davis Pareus und Daniel Tossanus d. Ä. 1600 bis 1617 war Coppen Professor der Theologie in Heidelberg (zunächst für Dogmatik, ab 1613 für Altes Testament) und zwei Mal (1603 und 1615) Rektor der Universität. Coppen las gerne den Mischnatraktat Pike Avot sowie den Kommentar des Rabbi Natan ha-Babli dazu und zog, etwa bei seinen Psalmenstudien, die Werke der Rabbiner David Kimchi und Elijah Levita zu Rate. Er soll regelmäßig von 4 Uhr bis 22 Uhr über Büchern gesessen und „auch nachts“ studiert haben.
1602/03 besuchte der litauische Fürst Janusz Radziwiłł („Prinzeps Lituanus Radtzeuil“), begleitet von einem großen Tross, die reformierten Orte Basel und Heidelberg. In diesem Zusammenhang wurde im Senat der Universität Heidelberg überlegt, entweder ihm, „qui iam hic vivit (= der schon hier lebt)“, nach dem Rücktritt des Rektors Jakob Christmann auch ohne förmliche Immatrikulation oder aber einem der studierenden polnischen Barone – auch wenn sie nicht im Römischen Reich geboren wurden – das Adelsrektorat 1603 neben einem Prorektorat von Coppenius anzutragen. Der Plan wurde jedoch nicht umgesetzt und Coppen erhielt das Rektorat für 1603. Als Rektor lud Coppenius gemeinsam mit Philipp Hoffmann, dem Dekan der Juristischen Fakultät, ein für den 12. April zur gemeinsamen Doktorpromotions-Feier von Conrad Pincier (1569–1636) aus Rauschenberg, Gerhard Flügel († nach 1609) aus Bremen und Friedrich-Gottfried Keßler († nach 1635) aus Oettingen, drei Schüler von Daniel Nebel.
1603 bzw. 1605 trug sich Coppen in die Stammbücher von Egbert Verhoeve († 1618) und Csulyak István Miskolci (1575–1645) ein.
Kurfürst Friedrich IV. von der Pfalz, der Gefallen am akademischen Leben hatte, nahm am 13. April 1603 zusammen mit Adligen, Ratsherren und anderen am Mittagessen des Rektors der Universität teil und begleitete danach den Rektor Coppenius in sein Haus, um dort in Anwesenheit eines Grafen von Leiningen, des Hofrats Hippolytus von Colli (1561–1612), des Marschalls Pleickhard von Helmstatt und anderer Adliger, des Mediziners Ludwig Grave und der Rechtswissenschaftler Daniel Nebel, Philipp Hoffmann und Johannes Calvin (Calvus, Kahl; † 1614) ein kurzes Abendessen einzunehmen. Einen Ruf in die Leitung des neu strukturierten Gymnasiums Illustre zu Bremen lehnte Coppenius 1609 ab. Dessen erster Rektor wurde 1610 Matthias Martinius.
Am 18. Oktober 1610 hielt Coppenius die akademische Gedenkrede auf den einen Monat zuvor verstorbenen Kurfürsten Friedrich IV. von der Pfalz.
Da für die Übernahme einer Professor in Heidelberg eine Promotion von Heinrich Alting erforderlich war, diese aber in Herborn nicht erfolgen konnte, wurde Alting, später Rektor der Universität Groningen, am 18. November 1613 von Coppen zum Lizentiaten der Theologie gewählt und gleich darauf von David Pareus zum Doktor proklamiert.

#### Einflussreiche Schüler
Zu Coppens Schülern gehörten um 1592 und 1604 Johann Bergius aus Stettin, Markus Friedrich Wendelin aus Sandhausen, oder 1614 Johann Amos Comenius.
Der ungarische Gelehrte Albert Molnár aus Senec erwähnt Bartholomaeus Coppen in seinem Tagebuch 1599 als Rektor der Schule in Neuhausen und 1602 als Präses der Disputation von Petrus R. Taxonius.
Am 21. Mai 1611 immatrikulierte sich in Heidelberg der spätere reformierte Theologieprofessor (ab 1615) in Franeker Jan Makowsky (1588–1644) aus Łobżenica als „Johannes Macovius, Polonus, ephorus,“ (Erzieher der adeligen Marcus Chyczky und Severin Boner, die sich gleichzeitig in die Matrikel einschrieben).
Johannes Coccejus berichtete 1644 in seiner Leichenrede auf Maccovius, dass dieser ein Schüler von Bartholomäus Coppenius war. Als Coppenius von den Speyrer Jesuiten zu einer öffentlichen Disputation herausgefordert wurde, untersagte ihm der pfälzische Kurfürst Friedrich V. („Winterkönig“) die Teilnahme. Makowsky reiste an seiner Stelle „der zu verteidigenden Wahrheit halber“ nach Speyer.
1613 disputierte Johannes Cloppenburch (1592–1652) aus Amsterdam, später Theologieprofessor in Harderwijk und Franeker, unter Coppens Vorsitz. 1615 trug sich Coppen in das Stammbuch des Schotten Sir Thomas Cuming of Altyre (* um 1590/95; † nach 1643) ein, der 1613 bis 1616 in Heidelberg studierte und 1617 reformierter Pfarrer im Gelderland wurde. Ab 1615 studierte Geleji Katona István (1589–1649), 1619 Erzieher (ephorus) des Prinzen Stephan Bethlen, später Hofprediger und Bischof der reformierten Kirche Siebenbürgen, in Heidelberg unter anderem bei Coppenius. 1616 wurde der spätere Groninger Professor Matthias Pasor aus Herborn ein Schüler Coppens, 1617 Abdias Widmarius (1591–1668) aus Lemgo und Bremen, später Professor der Theologie in Harderwijk und Groningen.

### Tod und Beisetzung
Bartholomäus Coppen starb vermutlich an einem Schlaganfall („subitanea applexia“; Lähmungserscheinungen, Einschränkung der Sehfähigkeit, Aphasie). Die Leichenrede auf Bartholomäus Coppen hielt der Heidelberger Professor für Griechisch und Hebräisch und amtierende Rektor Johann Balthasar Baumbach († 1622). Coppen wurde in der Universitätskapelle der Peterskirche beigesetzt. Janus Gruter verfasste 1618 ein Epitaphium auf „Koppenius“.

## Familie
Bartholomäus Coppenius war (⚭ um 1598) mit einer Tochter († nach 1619) von Heinrich Antz (* um 1539; † um 1606) aus der Reichsstadt Pfeddersheim (heute Stadtteil von Worms) verheiratet. Coppens Schwäger Markus (Marx) Anzius (* um 1567; † 1644), seit 1606 Schaffner des säkularisierten Klosters Limburg zu Dürkheim, und Johann Georg Anzius (* um 1570; † nach 1660), Stiftsschaffner und Landschreiber von Kaiserslautern, 1618 Kammermeister (Gefällverweser) des Pfalzgrafen Ludwig Philipp von Simmern, 1650 Klosterschaffner von St. Lambrecht, steuerten Beiträge zur Publikation seiner Leichenrede bei.

## Zitate
„Wann wir alles fassen und vernehmen könnten, so wäre kein Geheimniß in Gottes Wort.
Wir können hier nicht alles verstehen, wir müssen auch ein Theil im ewigen Leben lernen!“

(Antwort an einen ungarischen Unitarier)

„Mihi Homini Scholastico, à publicis & politicis negotiis remoto, …
Ich als ein Gelehrter, der sich nicht in öffentliche und politische Angelegenheiten einmischt, …“

(Aus der Akademischen Gedenkrede auf Kurfürst IV. von der Pfalz)

## Werke (meist zusammen mit Schülern)
- (Disputationsthesen von Daniel Tossanus d. Ä., gewidmet seinem Schwager, dem Pfarrer Jacques Couet (Covetius) im Basler Exil, für) Bartholomaeus Coppen Rostochiensi: Synopsis doctrinae Apostoli Pauli de iustificatione.[68] Ex Primis Capitibus Epistolae Ad Romanos desumta, & certis Thesibus comprehensa. Heidelberg 1588 (Google-Books).
- (Disputationsthesen von Franziscus Junius[69] für) Bartholemaeus Copen (sic!) Rostochiensis: Theses theologicae de canone scripturae sacrae.[70] Hieronymus Commelinus, Heidelberg 1590 (digitale-sammlungen.de), (Google-Books).
  - (wiederabgedruckt) De Canone Sacrae Scripturae. In: Paul Merula (Hrsg.): Francisci Ivnii Bitvrigis, Sacrarvm Literarvm In Academia Heidelbergensi Et Lvgdvno-Batava Professoris Ervdissimi, Opera Theologica, Dvobvs Tomis, Bd. I. Pyramus de Candolle, Genf 1607, Sp. 1768–1772 (Google-Books) und weitere Auflagen
  - (wiederabgedruckt) De canone Sacrae Scripturae. In: Abraham Kuyper (Hrsg.): D. Francisci Junii Opuscula theologica selecta. Frederik Muller, Amsterdam 1882, S. 307–311 (Google-Books).
- (Disputationsthesen von Heinrich Maius für Bartholomaeus Coppen Rostochiensi) Propositiones repetentes doctrinam nostrarum Ecclesiarum de Synodis & Concilijs, quam VII. Articulo Bavaricae Inquisitionis D. Philipp. Melanthon opposuit, & saepé multumque in suis scriptis tradidit & inculcavi. Matthäus Welack, Wittenberg 1591 (staatsbibliothek-berlin.de)
- (Disputationsthesen für) Johannes Casimirus Gernandus Heidelbergensis:[71] Theses De Persona Christi. Die XXI. Novemb., quo de Humana Christi Natura praecipuè contra Ubiquitatem, & V. Decembris, quo de Divina contra Arrianos, disputabitur. Voegelin, Heidelberg 1601 (Google-Books)
- (Disputationsthesen für) Philipp Eilbrachthius F(ilius) Odenkirchensis:[72] Theses theologicae de causa praedestinationis impulsiva. Vögelin, Heidelberg 1602 (Google-Books)
- (Disputationsthesen für) Petrus R. Taxonius Ungarus:[73] Theses theologiae de officio Christi. Vögelin, Heidelberg 1602 (Google-Books)
- (Disputationsthesen für) Philipp Dupin Gallo-Aquitanus († 1622):[74] Theses theologicae de hac maxime controversa quaestione: an ecclesia possit errare. Vögelin, Heidelberg 1602 (Google-Books)
- (Disputationsthesen für) Johann Jacob Schreckenfuchs Mülhusanus:[75] Theses de oratione religiosa. Vögelin, Heidelberg 1602 (Google-Books)
- (Disputationsthesen für) Jacobus Kostecki Polonus,[76] (Widmungsempfänger: Georg Radziwiłł):[25] Theses Theologicae De Deo Trino Et Uno. Vögelin, Heidelberg 1603
- (Disputationsthesen für) Johann Felix Nemausensis Gallus:[77] Theses theologicae de fide iustificante. Vögelin, Heidelberg 1603 (Google-Books)
- (Disputationsthesen für) Ernestus Nolde Livonus:[78][79] Theses De Justificatione Hominis Coram Deo. Vögelin, Heidelberg 1603
- (Disputationsthesen für) Ernestus Nolde Livonus: Theses De AEterna Dei Praedestinatione. Vögelin, Heidelberg 1604
- (Disputationsthesen für) Johann Balthasar Baumbach Neustadius: Dispvtatio De Matrimonio. Heidelberg 1603 (Druck nicht erhalten)
- (Disputationsthesen für) Petrus Ceporinus Noviomagus:[80] Theses theologicae De ecclesia et conciliis quas publicae disputationis caussa proponit. Vögelin, Heidelberg 1604
- (Disputationsthesen für) Johann Balthasar Baumbach Neustadius: De resurrectione et vita aeterna. Heidelberg 1604 (Druck nicht erhalten)
- (Disputationsthesen für) Claudius Perroschetus Neocomensis:[81] Theses theologicae de Antichristo. Vögelin, Heidelberg 1604
- (Disputationsthesen für) Petrus Ceporinus: Prima dispvtatio De sacramentis in genere, quae est de sacramentorum definitione, tam nominis quam rei. Vögelin, Heidelberg 1605
- (Disputationsthesen für) Aaron Blondel:[82] Theses theologicae de Dei essentia et attributis, quas Sub ejus Providentia. Johann Lancellot, Heidelberg 1607
- (Disputationsthesen für) Johann Balthasar Baumbach Neustadius: Dispvtatio Theologica De Gvbernatione Politica. Heidelberg 1608
- (Akademische Gedenkrede) Oratio Funebris Quam In obitum & honorem Serenissimi Principis Friderici IV. Comitis Palatitini Ad Rhenum … Habuit Bartholomaeus Coppen Rostochiensis. Anno MDCX. Postridie funeris. D. 18. Octobris. Johannes Lancellot, Heidelberg 1610 (diglib.hab.de), (Google-Books)
  - (Wieder abgedruckt in:) Hermann Kirchner: Superioris aevi imperatorum, regum, electorum, ducum ac principum heroum curricula orationibus ac elogiis clarissimorum virorum comprehensa. Paul Egenolph, Marburg 1618, S. 146–160 (Google-Books).
- (mit Johannes Hentenius;[83] gewidmet Consulibus, Senatoribus ac ceteris civibus Reipublicae Rostochiensis): altgriechisch ΟΙΚΟΥΜΕΝΙΟΥ ᾿ΕΧΉΓΗΣΙΣ. Εἰς τὰς ἑπτὰ καθολικὰς λεγομένας ἐπιστολάς (Oikumeniu Exēgēsis. Eis tas hepta katholikas legomenas epistolas). Oecumenii Expositio. In septem illas, quae Catholicae dicuntur, Epistolas. Cum interpretatione Latina Johannis Hentenii, & annotations ac indicis collectione Bartholomaei Coppen Rostochiensis. Andreas de Marne, Frankfurt am Main 1610 (diglib.hab.de), (Google-Books)
- (Disputationsthesen für) Adolphus Bruchausius Vesaliensis:[84] Dispvtatio Theologica De Persona Christi. Johann Lancellot, Heidelberg 1610
- (Disputationsthesen für) Beniaminus Anguenesius Palatinopolitanus:[85] Theses Theologicae De Libero Arbitrio. Johann Lancellot, Heidelberg 1610
- (Disputationsthesen für) Fridericus Severinus Petri F. (Haffniensis Danus):[86] Theses de natura corporis caelestis ejusque affectionibus et proprietatibus quas. Johann Lancellot, Heidelberg 1610
- (Disputationsthesen für) Gerhard Baumbach:[87] Theses ethicae de virtutibus in genere, et de quatuor illis, ut vocant, cardinalib. in specie. Johann Lancellot, Heidelberg 1610
  - (übersetzt von David S. Sytsma): Ethical Theses on Virtues in General, and on those Four Called Cardinal in Particular. 2021 (Online).
- (Disputationsthesen für) M. Gerhardus Neuville Veselianus:[88] De justificatione. Heidelberg 1611 (Druck nicht erhalten)[89]
- (Disputationsthesen für) Joh. Macovius Polonus: De Divina Christi natura. Heidelberg 1611 (Druck nicht erhalten)[46]
- (Disputationsthesen für) Bartholomaeus Rentherghem Frankendalensis:[90] De spiritu sancto. Heidelberg 1612 (Druck nicht erhalten)[91]
- (Verfasserschaft unsicher) Oratio funebris in obitum Gregorii Bersmanni.[92] Heidelberg 1612
- (Disputationsthesen für) Johann Nicolaus Telones Marcodurano Juliaco: Disputatio Theologica, De Purgatorio. Johannes Lancellot, Heidelberg 1613 (staatsbibliothek-berlin.de).
- (Disputationsthesen für) Johannes Cloppenburch Amsterodamensis:[48] Positiones theologicas de Filii Dei Divinitate. J. Lancellot; Heidelberg 1613.[93]
- (Disputationsthesen für) Pál Szabó Czegledius Ungarus: Theses Theologicae De Cavsa Efficiente Peccati. Johann Lancellot, Heidelberg 1613
- (Disputationsthesen für) Valentinus Nagy Scangedi Transsylvanus (var.: Szentgyörgyi Ungarus):[94] Theses Theologicae De Ecclesia Dei Qvas Juvante Deo. Johann Lancellot, Heidelberg 1613
- (Disputationsthesen für) Johann Amos (Comenius) Niuanus Moravus:[95]  De natura fidei justificantis. Heidelberg 1614 (Druck nicht erhalten)[40]
- (Disputationsthesen für) Petrus Sutoris Váczi Ungarus:[96] Disputatio Theologica De Filii Dei Genuina Naturali Et Essentiali Divinitate, Opposita Erroribus Samosatenianorum, ac Arrianorum huius temporis. Johann Lancellot, Heidelberg 1615
- (Disputationsthesen für) István Velichinus Ungarus:[97] Disputatio Theologica De Vera Christi Ecclesia Et Conciliis, Qvas Triuno Deo. Johann Lancellot, Heidelberg 1615
- (Disputationsthesen für) Johannes Buchwälder Freistadiensis Silesius: Disputatio theologica de satisfactione et merito Christi. Heidelberg 1616
- (Disputationsthesen pro Theologiae Doctoratu für) Conrad Deckher Juliacensis, Collegiae Sapientiae Praeceptor primarius: Theses Theologicae, De Aeterna Dei Praedestinatione. Johann Lancellot, Heidelberg 1616 (digitale-sammlungen.de), (Google-Books).
- (Disputationsthesen für) Christian Flurer Wittebergensis: Disputatio Theologica de Providentia Dei. Johann Lancellot, Heidelberg 1616
- (Disputationsthesen für) Thomas Wegierscius Polonus:[98] Assertiones Theologicae contra heterodoxon Missae Sacrificium. Johann Lancellot, Heidelberg 1617
- (posthum hrsg. von Witwe und Erben, gewidmet den Konsuln und dem Senat der Stadt Bremen am 12. März 1619) Eruditae Notae In Psalmorvm Sacrorvm Librvm. Jonas Rosa, Frankfurt am Main 1619 (slub-dresden.de), (Google-Books)
  - Notae Doctissimae in universum Psalmorum Sacrorum Librum. Wächtler, Hanau 1658
- (Manuskript, unediert) Loci communes theologici, Bd. I[99] Volumen primum locorum comunium Bartholomaei Coppenii 1633, und Bd. II[100]; Burgerbibliothek Bern (Cod. 501 und 502)
  - darin enthalten: De una et ea perpetua totius Christi praesentia in sua Ecclesia. Heidelberg; Burgerbibliothek Bern, UB Münstergasse (MUE Rar alt 4654, zusammengebunden mit 3 weiteren Drucken)